# Isopterygium verruculosum
Isopterygium verruculosum är en bladmossart som beskrevs av Georg Friedrich von Jaeger 1878. Isopterygium verruculosum ingår i släktet Isopterygium och familjen Hypnaceae. Inga underarter finns listade i Catalogue of Life.